# David Salom
David Salom Fuentes (Palma di Maiorca, 16 ottobre 1984) è un pilota motociclistico spagnolo ritiratosi dall'attività agonistica, vincitore del trofeo Superbike EVO nel 2014.

## Carriera
Anche suo cugino, Luis Salom, è stato pilota motociclistico professionista.

### Gli inizi e mondiale Supersport
Nel 2006 vince il campionato spagnolo nella categoria Supersport.
Esordisce nel mondiale Supersport nel 2007, ingaggiato dal team Yamaha Spain, che gli affida una Yamaha YZF-R6; il compagno di squadra è David Forner. Ottiene come miglior risultato un quinto posto ad Assen e termina la stagione al 21º posto con 34 punti. Nel 2008 resta nello stesso team, questa volta con compagno di squadra Josep Pedro, ottenendo come miglior risultato un ottavo posto a Losail e terminando la stagione al 29º posto con 9 punti. Nel 2009 passa a correre nel mondiale Superbike, alla guida della Kawasaki ZX-10R del Team Pedercini; il compagno di squadra è Luca Scassa. Ottiene come miglior risultato un tredicesimo posto in gara 1 a Portimão e termina la stagione al 36º posto con 5 punti. Nel 2010 torna a correre nel mondiale Supersport, alla guida della Triumph Daytona 675 del team ParkinGO BE1; il compagno di squadra è Jason Di Salvo. Ottiene come miglior risultato due quarti posti (Phillip Island e Valencia) e termina la stagione al 6º posto con 99 punti.
Nel 2011 passa alla guida della Kawasaki ZX-6R del team Kawasaki Motocard.com, con compagno di squadra Broc Parkes. Ottiene un secondo posto a Silverstone, un terzo posto in Aragona e tre pole position (Phillip Island,  Silverstone e Portimao). Chiude la stagione come vice-campione della Supersport. Nel 2012 torna a correre nel mondiale Superbike, sempre con il team Pedercini; il compagno di squadra è Leandro Mercado, chiude ventunesimo con 22 punti. A partire dal GP di San Marino 2012 sostituisce Iván Silva in MotoGP nel team Avintia Blusens con motocicletta con specifiche CRT, per poi ricedere il posto a Silva dopo il Gran Premio d'Aragona. Nel 2013 inizia la stagione nel mondiale Supersport ma fa anche due GP (quattro gare) 

### Mondiale Superbike e Team DS
nel mondiale Superbike sempre con Kawasaki. Nel 2014 partecipa in pianta stabile al campionato mondiale Superbike in sella ad una moto del team Kawasaki Racing ma in configurazione EVO. Chiude la stagione dodicesimo in classifica generale, ma primo tra le moto in configurazione EVO con 103 punti. Nel 2015 passa al Team Pedercini pur guidando sempre una Kawasaki. Chiude la stagione al quattordicesimo posto con 83 punti conquistati.
Durante la carriera come pilota, fonda una propria squadra, il DS Racing. Con questo team partecipa ai campionati Supersport e Supersport 300, proprio in quest'ultima ottiene il titolo piloti nel 2018 con Ana Carrasco.

## Risultati in gara

### Campionato mondiale Supersport
| 2007 | Moto   |    |    |    |   |   |   |    |     |    |    |    |     |     |  | Punti | Pos. |
| ---- | ------ | -- | -- | -- | - | - | - | -- | --- | -- | -- | -- | --- | --- |  | ----- | ---- |
| 2007 | Yamaha | 14 | 15 | 13 | 6 | 5 | 9 | 17 | Rit | 21 | 24 | 20 | Rit | Rit |  | 34    | 21º  |

| 2008 | Moto   |   |    |    |    |    |     |     |    |    |     |    |    |    |  | Punti | Pos. |
| ---- | ------ | - | -- | -- | -- | -- | --- | --- | -- | -- | --- | -- | -- | -- |  | ----- | ---- |
| 2008 | Yamaha | 8 | 18 | 16 | 16 | 16 | Inf | Rit | 15 | 21 | Rit | 19 | 17 | 16 |  | 9     | 29º  |

| 2010 | Moto    |   |    |   |     |   |   |   |    |   |   |   |     |   |  | Punti | Pos. |
| ---- | ------- | - | -- | - | --- | - | - | - | -- | - | - | - | --- | - |  | ----- | ---- |
| 2010 | Triumph | 4 | 10 | 4 | Rit | 8 | 7 | 7 | 10 | 8 | 8 | 6 | Rit | 7 |  | 99    | 6º   |

| 2011 | Moto     |   |   |   |   |   |   |   |   |   |   |   |   |  |  | Punti | Pos. |
| ---- | -------- | - | - | - | - | - | - | - | - | - | - | - | - |  |  | ----- | ---- |
| 2011 | Kawasaki | 4 | 6 | 5 | 8 | 4 | 3 | 4 | 2 | 8 | 5 | 4 | 2 |  |  | 156   | 2º   |

| 2013 | Moto     |   |  |  |  |  |    |  |  |    |   |   |  |    |  | Punti | Pos. |
| ---- | -------- | - |  |  |  |  | -- |  |  | -- | - | - |  | -- |  | ----- | ---- |
| 2013 | Kawasaki | 5 |  |  |  |  | NC |  |  | 15 | 9 | 8 |  | 13 |  | 30    | 18º  |

| Legenda | 1º posto        | 2º posto            | 3º posto           | A punti      | Senza punti        | Grassetto – Pole position Corsivo – Giro più veloce |
| Legenda | Gara non valida | Non qual./Non part. | Ritirato/Non class | Squalificato | '-' Dato non disp. | Grassetto – Pole position Corsivo – Giro più veloce |

### Campionato mondiale Superbike
| 2009 | Moto     |    |    |    |     |    |    |    |     |    |    |    |    |    |    |    |     |    |    |    |     |    |    |    |     |    |    |    |    | Punti | Pos. |
| ---- | -------- | -- | -- | -- | --- | -- | -- | -- | --- | -- | -- | -- | -- | -- | -- | -- | --- | -- | -- | -- | --- | -- | -- | -- | --- | -- | -- | -- | -- | ----- | ---- |
| 2009 | Kawasaki | 21 | 25 | 18 | Rit | 19 | 21 | 20 | Rit | 19 | 21 | 20 | 16 | 20 | 18 | 23 | Rit | 23 | 19 | 17 | Rit | 17 | 17 | 18 | Rit | 14 | 16 | 13 | 17 | 5     | 36º  |

| 2012 | Moto     |    |     |    |    |    |    |    |    |  |  |     |     |     |     |     |    |    |     |    |     |    |    |    |    |     |    |  |  | Punti | Pos. |
| ---- | -------- | -- | --- | -- | -- | -- | -- | -- | -- |  |  | --- | --- | --- | --- | --- | -- | -- | --- | -- | --- | -- | -- | -- | -- | --- | -- |  |  | ----- | ---- |
| 2012 | Kawasaki | 14 | Rit | 19 | 17 | 13 | 12 | AN | NP |  |  | Rit | Rit | Rit | Rit | Rit | 16 | 18 | Rit | 15 | Rit | 10 | 13 | NP | NP | Rit | 13 |  |  | 22    | 21º  |

| 2013 | Moto     |  |  |  |  |  |  |  |  |  |  |  |  |  |  |  |  |  |  |  |  |  |  |    |   |    |    |  |  | Punti | Pos. |
| ---- | -------- |  |  |  |  |  |  |  |  |  |  |  |  |  |  |  |  |  |  |  |  |  |  | -- | - | -- | -- |  |  | ----- | ---- |
| 2013 | Kawasaki |  |  |  |  |  |  |  |  |  |  |  |  |  |  |  |  |  |  |  |  |  |  | 11 | 9 | 11 | 11 |  |  | 22    | 21º  |

| 2014 | Moto     |   |    |    |    |    |    |    |    |    |    |   |    |    |    |   |    |    |   |   |     |    |    |    |    |  |  |  |  | Punti | Pos. |
| ---- | -------- | - | -- | -- | -- | -- | -- | -- | -- | -- | -- | - | -- | -- | -- | - | -- | -- | - | - | --- | -- | -- | -- | -- |  |  |  |  | ----- | ---- |
| 2014 | Kawasaki | 9 | 10 | 13 | 10 | 12 | 15 | 12 | 13 | 10 | 10 | 9 | 13 | 11 | 10 | 9 | 17 | 10 | 8 | 9 | Rit | NP | NP | 13 | 11 |  |  |  |  | 103   | 12º  |

| 2015 | Moto     |    |    |   |   |     |   |    |    |    |    |    |    |    |     |    |    |     |     |    |   |    |    |     |    |   |   |  |  | Punti | Pos. |
| ---- | -------- | -- | -- | - | - | --- | - | -- | -- | -- | -- | -- | -- | -- | --- | -- | -- | --- | --- | -- | - | -- | -- | --- | -- | - | - |  |  | ----- | ---- |
| 2015 | Kawasaki | NP | NP | 8 | 9 | Rit | 6 | 14 | 13 | NP | NP | 10 | 12 | 14 | Rit | 17 | 15 | Rit | Rit | 11 | 7 | 11 | 12 | Rit | 14 | 8 | 9 |  |  | 83    | 14º  |

| Legenda | 1º posto        | 2º posto            | 3º posto           | A punti      | Senza punti        | Grassetto – Pole position Corsivo – Giro più veloce |
| Legenda | Gara non valida | Non qual./Non part. | Ritirato/Non class | Squalificato | '-' Dato non disp. | Grassetto – Pole position Corsivo – Giro più veloce |

### Motomondiale
| 2012 | Classe | Moto |  |  |  |  |  |  |  |  |  |  |  |  |    |     |  |  |  |  | Punti | Pos. |
| ---- | ------ | ---- |  |  |  |  |  |  |  |  |  |  |  |  | -- | --- |  |  |  |  | ----- | ---- |
| 2012 | MotoGP | BQR  |  |  |  |  |  |  |  |  |  |  |  |  | 15 | Rit |  |  |  |  | 1     | 27º  |

| Legenda | 1º posto        | 2º posto            | 3º posto            | A punti      | Senza punti        | Grassetto – Pole position Corsivo – Giro più veloce |
| Legenda | Gara non valida | Non qual./Non part. | Ritirato/Non class. | Squalificato | '-' Dato non disp. | Grassetto – Pole position Corsivo – Giro più veloce |